# عثمان كمارا
عثمان كمارا (بالفرنسية: Ousmane Camara)‏ مواليد 12 مايو 1989 في فرنسا، هو لاعب كرة سلة فرنسي. بدأ مسيرته الاحترافية في سنة 2009. يلعب مع ليموج سي إس بي في الدوري الفرنسي لكرة السلة الدرجة الأولى كلاعب وسط. يحمل الرقم 12.

## المسيرة الاحترافية
لعب مع إس تي بي لو هافر في الدوري الفرنسي من سنة 2009 إلى 2012، ثم لعب مع بي سي إم جرافيلين من سنة 2012 إلى 2014، ثم لعب مع ليموج سي إس بي في الدوري الفرنسي في سنة 2014.

## روابط خارجية
- عثمان كمارا على موقع الاتحاد الدولي لكرة السلة (الإنجليزية)
- عثمان كمارا على موقع كرة السلة الأوروبية.كوم (الإنجليزية)
- عثمان كمارا على موقع ريلجم (الإنجليزية)
- عثمان كمارا على موقع بروبوليرز (الإنجليزية)
- عثمان كمارا على موقع سبورتس رفرنس (الإنجليزية)